# Marmet (Virgínia Ocidental)
Marmet é uma cidade localizada no estado norte-americano de Virgínia Ocidental, no Condado de Kanawha.

## Demografia
Segundo o censo norte-americano de 2000, a sua população era de 1693 habitantes.
Em 2006, foi estimada uma população de 1620, um decréscimo de 73 (-4.3%).

## Geografia
De acordo com o United States Census Bureau tem uma área de
4,0 km², dos quais 3,6 km² cobertos por terra e 0,4 km² cobertos por água.

## Localidades na vizinhança
O diagrama seguinte representa as localidades num raio de 16 km ao redor de Marmet.